# محمد أسلم محمد نوفر
محمد أسلم محمد نوفر (مواليد 27 يوليو 1990) هو لاعب كريكت سريلانكي، لعب لصالح منتخب الكويت للكريكت. في 25 مارس 2011، ظهر لأول مرة مع نادي سارسينز الرياضي من الدرجة الأولى في كأس الدوري الممتاز 2010-2011.
في 4 يوليو 2019، شارك لأول مرة مع الكويت أمام منتخب قطر للكريكت. في مارس 2021، تولى قيادة فريق الكريكت الكويتي.